# Soman
Soman (též GD, systematický název 2-(fluormethylfosforyl)oxy-3,3-dimethylbutan) je extrémně toxická látka ze třídy organofosfátů, vyvinutá pro použití jako chemická zbraň. Má nervově paralytické účinky, interferuje s nervovým systémem savců ireverzibilní inhibicí enzymu acetylcholinesterázy. Rezolucí OSN č. 687 je soman klasifikován jako zbraň hromadného ničení. Výroba je striktně regulována, hromadění somanu je zakázáno Konvencí o chemických zbraních z roku 1993. Soman byl třetí z tzv. nervově paralytických látek série G (německých), byl vyvinut společně s tabunem (GA), sarinem (GB) a cyklosarinem (GF).
Soman je těkavá, žíravá, v čistém stavu bezbarvá kapalina se slabým pachem. Častěji má žlutou až hnědou barvu a silný zápach popisovaný jako podobný kafru. LCt50 (dvě minuty běžného dýchání po 15 l/min) pro 70 kg člověka je 35 mg·min/m3. Soman je stejně jedovatý nebo jedovatější a perzistentnější než sarin a tabun, ale méně než cyklosarin.
Soman lze zahustit akryloidním kopolymerem pro použití jako chemický sprej. Může být používán také jako binární (dvousložková) chemická zbraň; jeho prekurzory jsou methylfosfonyldifluorid a směs pinakolylalkoholu a aminu.